# フランシアン語
フランシアン語（フランシアンご、仏：francien）は、オイル語（俗ラテン語の子孫）の一つであり、フランス語が標準語として確立する以前にイル＝ド＝フランス地域（パリ周辺）で話されていたものを指す。なお「フランシアン語」という術語は19世紀の言語学者による造語である。
かつて考えられていたフランス語発達史では、現代フランス語の直接の祖であるフランシアン語は、同じオイル語に属する公用語候補（中世における有力な競合相手にノルマン語、ピカルディー語がある）から選ばれて公用語となったとされていた。現在主流の考えでは、フランシアン語はあくまでオイル諸語という方言連続体の一部にすぎず、この方言連続体の上に、正確な意思疎通と記録の言語であるラテン語の代用品として、地域性を脱色した行政オイル語（フランス語の祖となる人工オイル語）が押しつけられた、とされている。
フランシアン語の存在が唱えられ、それがどのようなものであるかが問題となったのは、19世紀（すなわち国民国家の興隆期）のことである。したがって、フランシアン語という概念には、フランス語が純粋にラテン語直系の血統に位置するという考えを補強し、国内に存在する多様なロマンス語からフランス語が蒙ってきた影響を最小限に見積もるためのものという側面があった。現在では、フランシアン語が存在したか否かという問いは、フランスの言語政策にまつわる文脈において論争の的となっている。